# 阜成门桥
39°55′20″N 116°21′00″E / 39.922209°N 116.350025°E

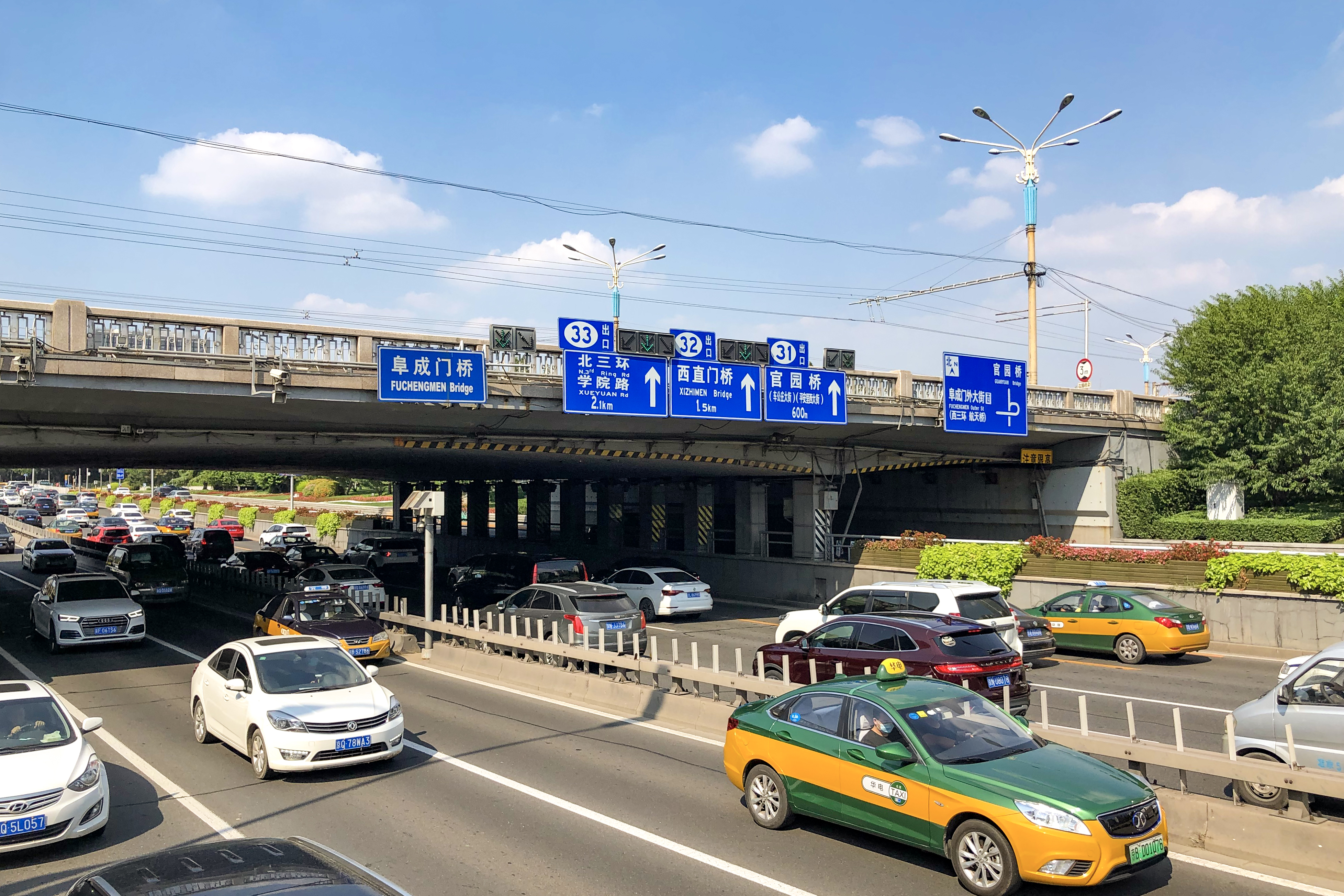
阜成门桥

阜成门桥位于北京市西城区，阜成门原址，是北京二环路上的一座立交桥，也是北京二环路兴建的第二座立交桥。桥梁总面积1984平方米。
阜成门桥由北京市市政设计院设计，北京市第一市政工程公司施工，1973年10月开工，1977年1月竣工。
具体的交汇道路为：阜成门北大街－阜成门南大街（二环，南北向）和阜成门外大街－阜成门内大街（东西向）。该桥为互通式桥梁，二环在下，阜成门内外大街在上，苜蓿叶型设计，亦即有四个匝道连接上下两层道路。